# Li Daxin
Li Daxin (ur. 7 marca 1970) – chiński zapaśnik w stylu klasycznym. Czterokrotny uczestnik mistrzostw świata, zajął czternaste miejsce w 1991. Srebrny medal na igrzyskach azjatyckich w 1990; siódmy w 2002. Brązowy medalista mistrzostw Azji w 1992; czwarty w 1993 i 1996; piąty w   1995 i 2000 roku.